# Siegfried Hermelink
Siegfried Hermelink (* 10. Mai 1914 in Gniebel bei Tübingen, Württemberg; † 9. August 1975 in Frèconrupt, Frankreich) war Professor für Musikwissenschaft und Universitätsmusikdirektor in Heidelberg.

## Beruflicher Werdegang
Siegfried Hermelink legte 1933 nach Gymnasialjahren in Stuttgart und Tübingen seine Reifeprüfung ab. Daraufhin besuchte er die Musikhochschule in Stuttgart, wo er 1936 die Prüfung für akademisch ausgebildete Organisten und Chorleiter ablegte. Nach zweijährigem Militärdienst studierte er von 1938 bis 1945 Musikwissenschaften zunächst in Tübingen und seit 1940 in Heidelberg. 1939 bis 1942 nahm er als Frontsoldat an den Feldzügen in Frankreich und in Russland teil. 1941 erwarb er das Staatsexamen für das künstlerische Lehramt an höheren Schulen. 1945 promovierte er mit einer Arbeit über Bachs Klavierpräludien. Er hielt bereits seit 1943 – mit der Verwaltung der Assistentenstellen des musikwissenschaftlichen Seminars an der Universität Heidelberg betraut – den Vorlesungs- und Seminarbetrieb des verwaisten Lehrstuhls aufrecht. 1949 bei der Neubesetzung des Lehrstuhls mit Thrasybulos Georgiades wurde er zum Assistenten mit offiziellem Lehrauftrag ernannt. Mit Chor und Collegium Musicum der Universität Heidelberg führte er seit 1946 Sendungen, die vorwiegend mit seiner Forschungsarbeit in Zusammenhang standen, über den Süddeutschen Rundfunk auf. 1946 bis 1951 wirkte Hermelink gleichzeitig als Lehrer für Orgelspiel und Musikgeschichte am Evangelischen Kirchenmusik Institut. 1952 übernahm er die Nachfolge von Hermann Meinhard Poppen als Universitätsmusikdirektor in Heidelberg.

## Publikationen
- Hermelink, Siegfried: Ein Musikalienverzeichnis der Heidelberger Hofkapelle aus dem Jahre 1544, in: Poensgen, Georg (Hg.): Ottheinrich. Gedenkschrift zur vierhundertjährigen Wiederkehr seiner Kurfürstenzeit in der Pfalz (1556–1559), Heidelberg 1956, 247-260
- Hermelink, Siegfried: Zur Geschichte der Kadenz im 16. Jahrhundert. In: Bericht über den Siebenten Internationalen Musikwissenschaftlichen Kongress Köln 1958, Bärenreiter, Kassel (1959)
- Hermelink, Siegfried. 1960. Dispositiones Modorum (= Münchner Veröffentlichungen zur Musikgeschichte 4). Tutzing.
- Jahrbuch für Liturgik und Hymnologie: Gesamtverzeichnis Bd. 1–44 (1955–2005) mit Themencodes und Stichworten
- Hermelink, Siegfried 15.159 - 167 Ein Heidelberger Choralbuch vom Jahre 1766 61 74 Pflaum
- Hermelink, Siegfried, Das rhythmische Gefüge in Monteverdis Ciaconna „Zefiro torna“, w: Congresso internazionale sul tema Claudio Monteverdi e il suo tempo, Verona: Stamperia Valdoneza, 1969, ss. 323-34.
- Hermelink, Siegfried (Herausgeber): Orlando di Lasso: Sämtliche Werke – Neue Reihe
  - BA3403 Neue Reihe, Band 3  	 Messen 1 – 9		1962
  - BA3404 	Neue Reihe, Band 4 	Messen 10 – 17		1964
  - BA3405 	Neue Reihe, Band 5 	Messen 18 – 23		1965
  - BA3406 	Neue Reihe, Band 6 	Messen 24 – 29		1966
  - BA3407 	Neue Reihe, Band 7 	Messen 30 – 35		1967
  - BA3408 	Neue Reihe, Band 8 	Messen 36 – 41		1968
  - BA3409 	Neue Reihe, Band 9 	Messen 42 – 48		1969
  - BA3410 	Neue Reihe, Band 10 	Messen 49 – 55		1970
  - BA4191 	Neue Reihe, Band 11 	Messen 56 – 63		1971
  - BA4192 	Neue Reihe, Band 12 	Messen 64 – 70		1975
- Hermelink, Siegrid: Das Präludium in Bachs Klaviermusik 1977, ISBN 3-87537-152-6, In:	JAHRBUCH DES STAATLICHEN INSTITUTS FÜR MUSIKFORSCHUNG PREUSSISCHER KULTURBESITZ, Herausgegeben von Dagmar Droysen-Reber, 1983/84 von Dagmar Droysen-Reber und Günther Wagner, Seit 1985/86 von Günther Wagner